# تشارلز غور (قسيس)
تشارلز غور (بالإنجليزية: Charles Gore)‏ (و. 1853 – 1932 م) هو قسيس، وعالم عقيدة بريطاني، ولد في ويمبلدون، توفي في لندن، عن عمر يناهز 79 عاماً.

## مناصب
تولى منصب Bishop of Oxford ‏ (1911–1 يوليو 1919)
- Bishop of Birmingham [الإنجليزية]‏ (1905–1911)
- Bishop of Worcester [الإنجليزية]‏ (1902–1905)

.

## التعليم
تعلم في كلية باليول بجامعة أوكسفورد، وتعلم في مدرسة هرو
.

## روابط خارجية
- تشارلز غور على موقع الموسوعة البريطانية (الإنجليزية)